# 艾谢瑙
艾谢瑙（德語：Eichenau，發音：[ˈaɪçənaʊ]）是德国巴伐利亚州上巴伐利亚行政区菲斯滕费尔德布鲁克县的市镇，面积6.99平方千米，2023年12月31日人口为11,765人。